# Općina Brežice
Općina Brežice (slovenski: Občina Brežice) je općina u Sloveniji na granici s Hrvatskom. Središte općine je grad Brežice sa 6.856 stanovnika.
- Broj stanovnika: 23 253
- Gradonačelnik: Ivan Molan

## Stanovništvo
Prema popisu stanovništva iz 2001. godine prema materinjem jeziku 20.718 (89,1%) stanovnika govori slovenski, hrvatski 1.423 (6,1%), srpski 157 (0,7%), ne zna se 524 (2,3%) stanovnika. Prema vjeroispovijesti 15.639 (67,3%) stanovnika su katolici.

## Naselja u općini
Arnovo selo, Artiče, Bizeljska vas, Bizeljsko, Blatno, Bojsno, Boršt, Bračna vas, Brezje pri Bojsnem, Brezje pri Veliki Dolini, Brezovica na Bizeljskem, Brežice, Brvi, Bukošek, Bukovje, Bušeča vas, Cerina, Cerklje ob Krki, Cirnik, Cundrovec, Curnovec, Čatež ob Savi, Čedem, Črešnjice pri Cerkljah, Dečno selo, Dednja vas, Dobeno, Dobova, Dolenja Pirošica, Dolenja vas pri Artičah, Dolenje Skopice, Dramlja, Drenovec pri Bukovju, Dvorce, Gabrje pri Dobovi, Gaj, Gazice, Globočice, Globoko, Glogov Brod, Gorenja Pirošica, Gorenje Skopice, Gornji Lenart, Gregovce, Hrastje pri Cerkljah, Izvir, Jereslavec, Jesenice, Kamence, Kapele, Koritno, Kraška vas, Križe, Krška vas, Laze, Loče, Mala Dolina, Mali Cirnik, Mali Obrež, Mali Vrh, Mihalovec, Mostec, Mrzlava vas, Nova vas ob Sotli, Nova vas pri Mokricah, Obrežje, Oklukova Gora, Orešje na Bizeljskem, Pavlova vas, Pečice, Perišče, Piršenbreg, Pišece, Podgorje pri Pišecah, Podgračeno, Podvinje, Ponikve, Poštena vas, Prilipe, Račja vas, Rajec, Rakovec, Ribnica, Rigonce, Sela pri Dobovi, Silovec, Slogonsko, Slovenska vas, Sobenja vas, Spodnja Pohanca, Sromlje, Stankovo, Stara vas – Bizeljsko, Stojanski Vrh, Trebež, Velika Dolina, Velike Malence, Veliki Obrež, Vinji Vrh, Vitna vas, Volčje, Vrhje, Vrhovska vas, Zasap, Zgornja Pohanca, Zgornji Obrež, Žejno, Župeča vas, Župelevec

## Poznate osobe
- Željko Ražnatović Arkan, poznati srpski kriminalac i ratni zločinac, rođen je u Brežicama
- Juraj Slovinac, znameniti hrvatski predavač na sveučilištu Sorbonne (Pariz), on je glagoljicu nazvao "hrvatskim abecedarijem"

## Vanjske poveznice
Službena stranica